# Releff Wolter-Peeksen
Releff Wolter-Peeksen (* 30. November 1913 in Moringen; † nach 1967) war ein deutscher Politiker (FDP). Er war Abgeordneter im Landtag von Niedersachsen.
Wolter-Peeksen war der Sohn des Moringer Arztes Otto Wolter-Pecksen, der dort 1923 die NSDAP-Ortsgruppe mitbegründet hatte und ab 1933 als Lagerarzt im dortigen Konzentrationslager tätig war.
Releff Wolter-Peeksen besuchte ein Humanistisches Gymnasium, an dem er sein Abitur machte. Danach war er freiwillig bei der Reichswehr. Ab 1934 absolvierte er eine landwirtschaftliche Ausbildung zum staatlich geprüften Landwirt. Von 1939 bis zu seiner Gefangenschaft nahm er am Zweiten Weltkrieg teil. Im Jahr 1943 übernahm er einen Hof in Hoya/Weser, wo er nach dem Krieg FDP-Kreisvorsitzender wurde. Wolter-Peeksen war stellvertretender Landesvorsitzender des Agrarausschusses der FDP Niedersachsen und Kreisvorsitzender des Arbeitgeberverbandes. 
Zur Bundestagswahl 1957 trat Wolter-Peeksen als FDP-Direktkandidat im Wahlkreis Fallingbostel – Hoya an, unterlag jedoch dem DP-Kandidaten Heinz Matthes. Von 1963 bis 1967 (5. Wahlperiode) war er Mitglied des Niedersächsischen Landtages.